# Ogden (Québec)
Pour les articles homonymes, voir Ogden.
Ogden est une municipalité canadienne qui fait partie de la municipalité régionale de comté (MRC) de Memphrémagog sur la frontière canado-américaine au sud du Québec. Située au cœur des Appalaches, sur la rive est du lac Memphrémagog, cette municipalité de l'Estrie est constituée d'une dizaine de petits hameaux reliés par des routes de campagne et de l'Île de la Province. On y retrouve la plus grande carrière de granite au Canada.

## Toponymie
Le toponyme Ogden remémore Isaac Ogden (1739-1824), un Américain du New Jersey, demeuré loyal à la couronne britannique, perdra la totalité de ses biens confisqués à la suite de la révolution américaine.

## Histoire
Avant la colonisation européenne, la région de Ogden était habité par les Abénaquis. Ce territoire au sud du canton de Stanstead est cédé au loyaliste Isaac Ogden et ses 37 associés en 1798; il retourne en Angleterre en 1808. La municipalité se détache du canton de Stanstead en 1932.
En Octobre 2021, le comité du patrimoine d'Ogden a lancé Nature et temps jadis, qui est un recueil historique sur l'histoire de la municipalité. Il a été offert gratuitement à tous ses résidents.

## Géographie
Ogden situé est au nord-ouest la ville de Stanstead, Le territoire de Ogden abrite les petits hameau de Cedarville, Graniteville, Griffin, Marlington, Tomifobia, Apple Grove, Gline’s Corner, Ruiter’s Corner, Ticehurst Corner et Comstock Mills. Le Parc Weir d'Ogden offre une plage publique gratuite donnant sur le lac Memphrémagog.Ogden, à l'est du lac Memphrémagog, est en bordure de la frontière du Vermont, au nord-est de Stanstead.
Elle est accessible via la route 247.

## Démographie
| 1941 | 1951 | 1956 | 1986 | 1991 | 1996 |
| ---- | ---- | ---- | ---- | ---- | ---- |
| 819  | 823  | 867  | 706  | 746  | 769  |

| 2001 | 2006 | 2011 | 2016 | 2021 | - |
| ---- | ---- | ---- | ---- | ---- | - |
| 762  | 762  | 770  | 741  | 761  | - |

## Administration
Les élections municipales se font en bloc pour le maire et les six conseillers.
| Ogden Maires depuis 2001                                                                                             |                      |         |          |
| Élection | Maire                | Qualité | Résultat |
| 2001 | Michael Sudlow       |         | Voir     |
| 2005 | Michael Sudlow       | Voir    |          |
| 2009 | Joe Stairs           |         | Voir     |
| n/d | Lise Giroux Routhier |         | Voir     |
| 2013 | Michael Sudlow (2)   |         | Voir     |
| 2017 | Richard Violette     |         | Voir     |
| 2021 | David Lépine         |         | Voir     |
| Élection partielle en italique Depuis 2005, les élections sont simultanées dans toutes les municipalités québécoises |                      |         |          |

## Climat
| Mois                                  | jan.          | fév.          | mars          | avril         | mai          | juin         | jui.         | août         | sep.         | oct.         | nov.          | déc.          | année         |
| ------------------------------------- | ------------- | ------------- | ------------- | ------------- | ------------ | ------------ | ------------ | ------------ | ------------ | ------------ | ------------- | ------------- | ------------- |
| Température minimale moyenne (°C)     | −16           | −14           | −8,8          | −0,8          | 5,4          | 10,5         | 12,9         | 12,1         | 8,1          | 2,2          | −2,7          | −10,8         | −0,2          |
| Température moyenne (°C)              | −10,7         | −8,3          | −3,3          | 5             | 11,7         | 16,5         | 18,9         | 18           | 13,9         | 7,2          | 1,3           | −6,5          | 5,3           |
| Température maximale moyenne (°C)     | −5,3          | −2,5          | 2,3           | 10,8          | 17,9         | 22,4         | 24,9         | 23,9         | 19,5         | 12,1         | 5,3           | −2,1          | 10,8          |
| Record de froid (°C) date du record   | −39,5 1999/14 | −38,9 1979/12 | −33,5 1989/07 | −17,2 1978/03 | −7,5 1987/03 | −3,3 1975/09 | 1,5 1982/04  | −1,1 1976/31 | −7,5 1980/29 | −9,4 1978/30 | −24,4 1978/27 | −35,5 1989/30 | −39,5 1999/14 |
| Record de chaleur (°C) date du record | 13 2008/ 08   | 15,5 1981/21  | 23,9 1977/30  | 29,4 1976/19  | 32,2 1977/22 | 33 1988/15   | 35,5 2010/07 | 34,4 1975/02 | 32,5 1999/04 | 27,2 1979/22 | 20,6 1975/07  | 17 1998/07    | 35,5 2010/07  |
| Précipitations (mm)                   | 103,3         | 80,8          | 87,8          | 89,4          | 105,5        | 111,7        | 125,9        | 122,9        | 98,2         | 116,6        | 107,5         | 113,9         | 1 263,5       |

| Diagramme climatique                                  |             |             |              |              |               |               |               |             |              |              |                |
| J                                                     | F           | M           | A            | M            | J             | J             | A             | S           | O            | N            | D              |
| −5,3−16103,3                                          | −2,5−1480,8 | 2,3−8,887,8 | 10,8−0,889,4 | 17,95,4105,5 | 22,410,5111,7 | 24,912,9125,9 | 23,912,1122,9 | 19,58,198,2 | 12,12,2116,6 | 5,3−2,7107,5 | −2,1−10,8113,9 |
| Moyennes : • Temp. maxi et mini °C • Précipitation mm |             |             |              |              |               |               |               |             |              |              |                |